# Kolonia Wschodnia (Nur)
Kolonia Wschodnia – część wsi Nur w Polsce położona w województwie mazowieckim, w powiecie ostrowskim, w gminie Nur. 
Kolonia Wschodnia wchodzi w skład sołectwa Nur.
W latach 1975–1998 Kolonia Wschodnia administracyjnie należała do województwa łomżyńskiego.
Wierni kościoła rzymskokatolickiego należą do parafii św. Jana Apostoła w Nurze.